# Spelflykt

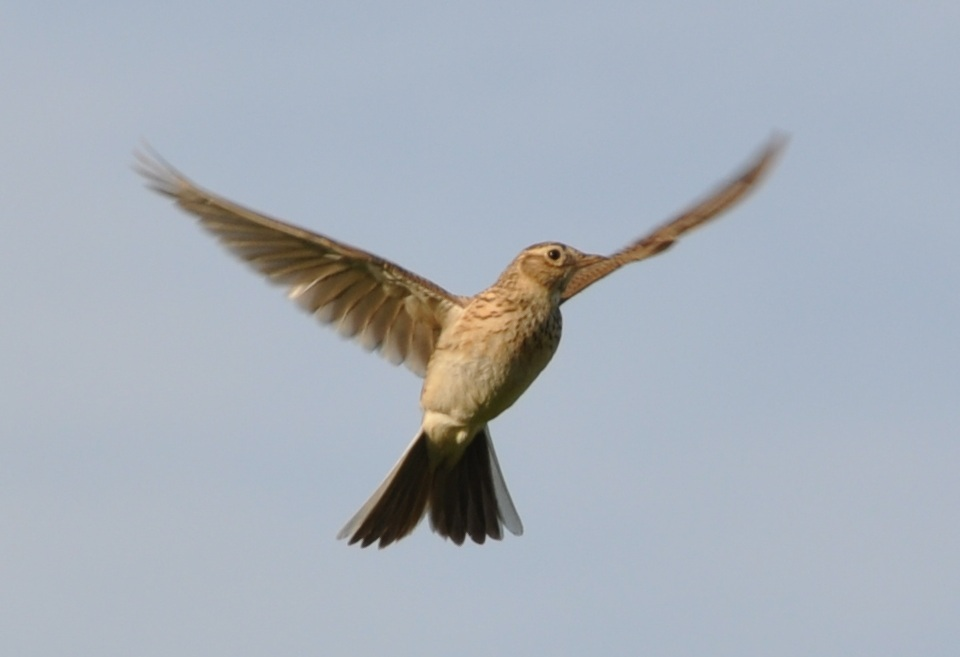
Sånglärka i spelflykt.

Spelflykt eller sångflykt är, hos vissa fågelarter, ett spelbeteende under häckningsperioden som innebär att de flyger enligt ett visst arttypiskt rörelsemönster i syfte att attrahera en partner. En arts spelflykt kan till exempel bestå av en serie stigningar och dykningar som upprepas med landning emellan. Även särskilda läten kan ingå i spelflykten, som hos sånglärkan som framför sin sång samtidigt som den ryttlar högt uppe i skyn. Ett annat exempel är enkelbeckasinen där fågelns yttre stjärtpennor vid dykning i hög hastighet sätts i vibration så att ett bräkande eller gnäggande ljud uppstår.